# Michael Althen
Michael Althen anhörenⓘ(* 14. Oktober 1962 in München; † 12. Mai 2011 in Berlin) war ein deutscher Filmkritiker.

## Leben
Michael Althen war der Sohn von Adolf (Leiter der Wirtschaftsredaktion des Bayerischen Fernsehens) und Hanna Althen. Er schrieb seit seinem achtzehnten Lebensjahr Filmkritiken für verschiedene Publikationen. Nach dem Abitur 1980 am Gymnasium Unterhaching begann er in München, Germanistik und Journalismus zu studieren. Seit 1984 war er freier Mitarbeiter der Süddeutschen Zeitung und schrieb auch für den Spiegel, die Zeit, Tempo und andere Zeitschriften. Seit 1998 war er als Nachfolger des verstorbenen Peter Buchka verantwortlicher Filmredakteur der Süddeutschen Zeitung. 2001 wechselte er als Redakteur zum Feuilleton der FAZ und zog mit seiner Familie von München nach Berlin.
1995 drehte Althen für den WDR die Dokumentation Das Kino bittet zu Tisch – Essen im Film, für die er 1996 seinen ersten Adolf-Grimme-Preis erhielt. Einen weiteren Grimme-Preis bekam er 1998 für seinen in Zusammenarbeit mit dem Regisseur Dominik Graf entstandenen Filmessay Das Wispern im Berg der Dinge über Grafs Vater, den Schauspieler Robert Graf. Ebenfalls mit Graf drehte er 2000 eine filmische Liebeserklärung an seine Heimatstadt (München – Geheimnisse einer Stadt). 2008 feierte auf der Berlinale die Dokumentation Auge in Auge – Eine deutsche Filmgeschichte Premiere, bei der er zusammen mit Hans Helmut Prinzler Regie geführt hat.

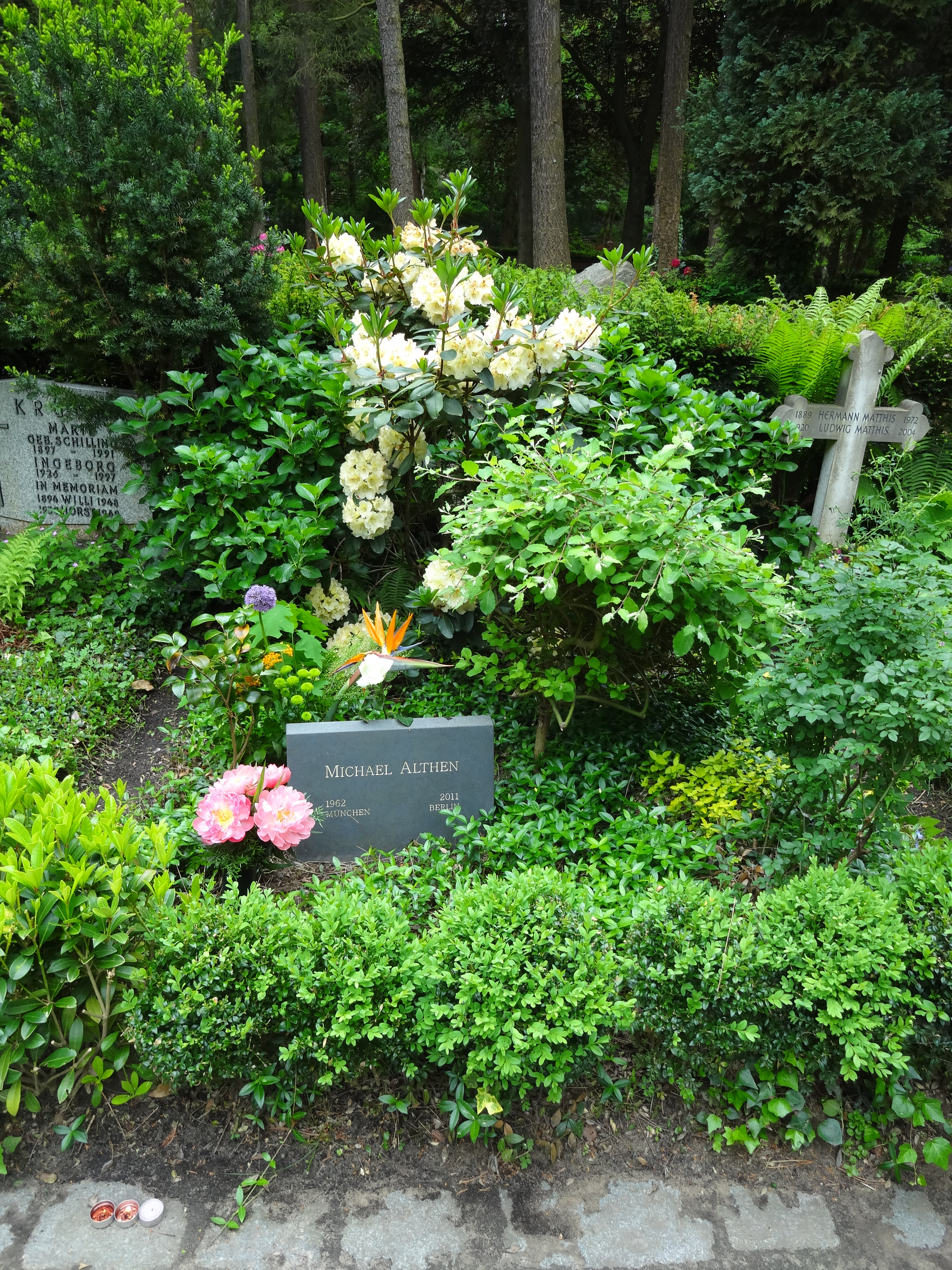
Grab von Michael Althen auf dem Friedhof Heerstraße

Michael Althen war verheiratet und hatte zwei Kinder. Er erlag im Mai 2011 im Alter von 48 Jahren einer Krebserkrankung. Sein Grab befindet sich auf dem landeseigenen Friedhof Heerstraße in Berlin-Westend (Grablage: 16-C-9/10).

## Ehrungen
Die FAZ stiftete im Mai 2012 zu Althens Ehren den jährlich vergebenen Michael-Althen-Preis für Kritik. Eine filmische Hommage an Althen mit dem Titel Was heißt hier Ende? Der Filmkritiker Michael Althen von Dominik Graf kam 2015 in die Kinos. Althens Sammlung von mehr als 3300 VHS-Kassetten mit insgesamt 5500 Filmen sowie etwa 6000 DVDs wurde von seinem Sohn, dem Regisseur Artur Althen, 2024 beim Münchner Filmfest und 2025 in einer Installation an der Berliner Volksbühne gezeigt.

## Werke
- Rock Hudson. Seine Filme – sein Leben. Heyne, München 1986, ISBN 3-453-86095-0 (= Heyne Filmbibliothek 93).
- Robert Mitchum. Seine Filme – sein Leben. Heyne, München 1986, ISBN 3-453-86103-5 (= Heyne Filmbibliothek 101).
- Dean Martin. Seine Filme – sein Leben. Heyne, München 1997, ISBN 3-453-13676-4 (= Heyne Filmbibliothek 258).
- Warte, bis es dunkel ist. Eine Liebeserklärung an das Kino. Blessing, München 2002, ISBN 3-89667-194-4.
- Meine Frau sagt.... Verlag Karl Blessing, München 2012, ISBN 978-3-89667-422-7.
- Claudius Seidl (Hrsg.): Michael Althen. Liebling, ich bin im Kino! Texte über Filme, Schauspieler und Schauspielerinnen. Karl Blessing, München 2014, ISBN 978-3-89667-535-4. (Mit einem Vorwort von Tom Tykwer und einem Namensregister)

Übersetzer:
- Stephen Bogart mit Gary Provost: Mein Vater Humphrey Bogart. Econ, München 1995, ISBN 3-430-11434-9.

Nachworte:
- Jörg Fauser: Marlon Brando, der versilberte Rebell. Eine Biographie. Alexander Verlag, Berlin 2004, ISBN 3-89581-113-0 (= Jörg-Fauser-Edition 1).
- Jonas Maron: Chandlers Welt. Eine Spurensuche an der amerikanischen Westküste. Nicolai, Berlin 2004, ISBN 3-89479-129-2.
- Albert Ostermaier: Polar. Gedichte. Suhrkamp, Frankfurt 2006, ISBN 3-518-41818-1.
- Christine Kisorsy: Kino-Magie. Zoo Palast Berlin. Bertz und Fischer, Berlin 2010, ISBN 978-3-86505-196-7.

Herausgeberschaft:
- Dominik Graf: Schläft ein Lied in allen Dingen. Texte zum Film. Alexander Verlag, Berlin 2009, ISBN 978-3-89581-210-1.